# Гурбанова, Анна Рустямовна
Анна Рустямовна Курбанова (азерб. Anna Rüstəmovna Qurbanova; род. 24 сентября 1986) — азербайджанская гимнастка (художественная гимнастика), выступала за сборную Азербайджана в индивидуальном зачёте.

## Биография
Чемпионка Азербайджана-2006 в упражнении с мячом, участница Олимпийских игр-2004 в Афинах, чемпионатов мира и Европы, финала Кубка мира. На чемпионате мира-2005 в Баку и на чемпионате Европы-2005 в Москве заняла 5-е места в командных зачетах. Победительница в упражнении с булавами и обладательница серебряной медали в многоборье международного турнира в Италии, бронзовая медалистка в упражнении со скакалкой Кубка мира-2005 в Ташкенте, серебряный призёр клубного чемпионата Италии-2006.
В настоящее время тренер СШОР 24.

## Спортивные результаты
- 2004, Киев, Чемпионат Европы: 15-е место — индивидуальное многоборье.
- 2004, Москва, Финал кубка Мира: 7-е место — мяч, 7-е место — булавы, 7-е место — обруч, 6-е место — лента.
- 2005, Баку, Чемпионат мира: 6-е место — мяч, 8-е место — индивидуальное многоборье, 7-е место — скакалка.
- 2005, Москва, Чемпионат Европы: 7-е место — мяч, 8-е место — булавы, 8-е место — скакалка, 10-е место — индивидуальное многоборье.
- 2007, Патрас, Чемпионат мира: 3-е место — команда.
- 2007, Баку, Чемпионат Европы: 8-е место — булавы, 7-е место — скакалка.